# Hard Times for Lovers
Hard Times for Lovers — двенадцатый студийный альбом американской певицы Джуди Коллинз, выпущенный в 1979 году на лейбле Elektra Records. Продюсером альбома выступил Гэри Кляйн.

## Об альбоме
Для альбома были записаны песни таких авторов как Рэнди Ньюман, Кэрол Байер Сейджер, The Eagles, Ричард Роджерс и Лоренц Харт. Помимо прочих, для альбома была записана песня «I Remember Sky» из невыпущенного телемюзикла «Вечерняя примула» Стивена Сондхайма.
В коммерческом плане альбом также не был удачным — только 54 место в чарте Billboard Top LPs & Tape. К тому же альбом запомнился своим оформлением, созданным Франческо Скавулло, для которого использовались фото обнажённой Коллинз.

## Отзывы критиков
| Оценки критиков               | Оценки критиков |
| Источник                      | Оценка          |
| ----------------------------- | --------------- |
| AllMusic                      | [ 3 ]           |
| Encyclopedia of Popular Music | [ 4 ]           |
| The Rolling Stone Album Guide | [ 5 ]           |

Критики холодно приняли альбом, например, рецензент Брюс Эдер из AllMusic поставил альбому только две звезды, отметив, что альбом был совершенно не вдохновляющим, он выделил только песню «Where or When», в которой, по его словам, пение и аранжировка вызывают глубину, мощь и красоту.
Ноэль Коппейдж из Stereo Review: «Это звучит как промежуточный альбом, если не совсем как выбор направления. В какой-то степени песни пытаются удовлетворить задумчивую „соловьиную“ часть Джуди Коллинз, но только в „I Remember Sky“ Стивена Сондхейма это действительно удаётся. Большая часть альбома также перегружена, что является ещё одним признаком того, что проект был в беде. Но, по крайней мере, по большей части Коллинз выбирала песни, которые пытаются что-то сказать. Несоответствие в основном стилистическое; Коллинз — фолк-певица, склонная время от времени исполнять приземистую классику, которая могла бы стать художественной песней».

## Список композиций
| №  | Название                | Автор(ы)              | Длительность |
| -- | ----------------------- | --------------------- | ------------ |
| 1. | «Hard Times for Lovers» | Хью Прествуд          | 3:56         |
| 2. | «Marie»                 | Рэнди Ньюман          | 3:11         |
| 3. | «Happy End»             | Генри Гоффи           | 3:12         |
| 4. | «Desperado»             | Гленн Фрай, Дон Хенли | 3:34         |
| 5. | «I Remember Sky»        | Стивен Сондхайм       | 4:00         |

| №  | Название                   | Автор(ы)                                  | Длительность |
| -- | -------------------------- | ----------------------------------------- | ------------ |
| 1. | «Starmaker»                | Брюс Робертс, Кэрол Байер Сейджер         | 4:28         |
| 2. | «Dorothy»                  | Хью Прествуд                              | 4:37         |
| 3. | «I’ll Never Say Goodbye»   | Алан Бергман, Мэрилин Бергман, Дэвид Шайр | 3:41         |
| 4. | «Through the Eyes of Love» | Марвин Хэмлиш, Кэрол Байер Сейджер        | 3:28         |
| 5. | «Where or When»            | Ричард Роджерс, Лоренц Харт               | 3:38         |

## Чарты
| Чарт (1979)         | Высшая позиция |
| ------------------- | -------------- |
| США (Billboard 200) | 54             |